# Winter World University Games 2025/Teilnehmer (Malaysia)
| Gelbes Symbol für Goldmedaillen mit stilisierten Olympischen Ringen | Graues Symbol für Silbermedaillen mit stilisierten Olympischen Ringen | Braundes Symbol für Bronzemedaillen mit stilisierten Olympischen Ringen |
| ------------------------------------------------------------------- | --------------------------------------------------------------------- | ----------------------------------------------------------------------- |
| —                                                                   | —                                                                     | —                                                                       |

Malaysia nimmt mit 2 Athleten (beide Männer) an den Winter World University Games 2025 in Turin teil.

## Teilnehmer nach Sportarten

### Eiskunstlauf
| Athleten     | Wettbewerbe | Kurzprogramm/ Rhythmustanz | Kurzprogramm/ Rhythmustanz | Kür           | Kür           | Gesamt | Gesamt |
| Athleten     | Wettbewerbe | Punkte                     | Rang                       | Punkte        | Rang          | Punkte | Rang   |
| ------------ | ----------- | -------------------------- | -------------------------- | ------------- | ------------- | ------ | ------ |
| Männer       |             |                            |                            |               |               |        |        |
| Fang Ze Zeng | Einzel      | 54,14                      | 28                         | ausgeschieden | ausgeschieden | 54,14  | 28     |

### Shorttrack
| Athleten                | Wettbewerbe | Qualifikation | Qualifikation | Vorlauf | Vorlauf | Viertelfinale | Viertelfinale | Halbfinale | Halbfinale | Finale | Finale | Rang |
| Athleten                | Wettbewerbe | Zeit          | Rang          | Zeit    | Rang    | Zeit          | Rang          | Zeit       | Rang       | Zeit   | Rang   | Rang |
| ----------------------- | ----------- | ------------- | ------------- | ------- | ------- | ------------- | ------------- | ---------- | ---------- | ------ | ------ | ---- |
| Männer                  |             |               |               |         |         |               |               |            |            |        |        |      |
| Muhammad Mohamad Fadzli | 1500 m      | —             | —             | —       | —       | DNS           | DNS           | DNS        | DNS        | DNS    | DNS    | DNS  |